# 久保木脩一朗
久保木 脩一朗（くぼき しゅういちろう、1957年5月31日 - ）は、千葉県佐原市出身の津軽三味線奏者。

## 略歴
両親の影響で、中学生の頃から三味線にふれる。
- 1978年 津軽三味線を高橋脩次郎に師事。
- 1987年 青森県弘前市・津軽三味線全国大会合奏の部にて優勝。同年、国際交流基金の派遣事業でカナダ、アメリカにて公演。
- 1993年には千葉県姉妹都市交流事業の派遣事業でアメリカ・ウィスコンシン州を歴訪。
- 1995年 森進一が主宰する『じゃがいもの会』の事業で原田直之とカンボジアのアンコール・ワットで公演した。
- 1998年 自身が主宰する津軽三味線合奏グループ脩市郎&大地を結成。同年、神奈川県青葉区公会堂で初公演。ミャンマー建国50周年友好文化交流事業で大塚文雄らと共にミャンマー国立劇場にて公演。
- 1999年 原田直之と共にハワイ・マウイ島にて公演。前年に引き続き原田直之、大塚文雄らと共にミャンマー公演。
- 2000年 国際交流基金の派遣文化使節として、箏・三十弦演奏家の宮下伸と共に中米公演。
- 2002年には国際交流基金の事業で『脩市郎＆大地』として海外公演。パキスタン・ネパール・バングラデシュ を巡る。
- 2003年 明治座8月公演で、武田鉄矢座長公演の「3年B組!金八先生」に、津軽三味線奏者として出演。これを機に海援隊（武田鉄矢・中牟田俊男・千葉和臣）の津軽三味線を指導するようになった。また同年9月から東京テアトル系映画オーバードライヴ」（筒井武文監督作品・主演＝柏原収史）がクランクイン。2004年10月2日に公開となった同映画は津軽三味線をテーマにしており、柏原収史に指導を行う他音楽監督を務めた。
- 2005年 海援隊トーク&ライブにゲスト出演。以後、不定期に出演している。名古屋御園座8月武田鉄矢座長公演の「3年B組!金八先生～夏休みの宿題～」出演。9月に高橋脩市郎から久保木脩一朗に改名。地元・千葉市文化センターで「脩一朗&大地」披露公演を行なう。
- 2006年 全面的に監修した津軽三味線教本がヤマハミュージックメディアから発売となった。2009年には、その続きとなる津軽三味線名曲譜本集が発刊されている。
- 2007年 NHK-BS2の番組「フォークの達人」に海援隊のゲストとして出演（放送は9月1日)
- 2008年 NHK-BS2の番組魅惑のスタンダードポップスに出演。ベンチャーズの曲をエド山口と演奏した。
- 2009年 セルリアンタワー能楽堂で単独公演を行った。

津軽三味線の奏者ではあるが、三線、胡弓も習得し、曲により持ち替えて披露している。2006年、シンガーソングライター熊木杏里の楽曲・囃子唄には三線でレコーディングに参加している。

## 活動
- NHKテレビ、どんとこい民謡、ふるさと民謡広場、NHKラジオ第一、民謡をたずねて、NHK-FM、日本の民謡、客船ぱしふぃっくびいなす、自主公演、イベント、津軽三味線教室、
- 2001年から毎年5月に開催される亀戸天神社の藤まつりで奉納演奏を行っている。

## CD（アルバム）
- 大地（2000年）
- 大地II（2002年）
- 大地III（2008年）

## 著作
- 津軽三味線教本（2006年）
- 津軽三味線名曲譜本集（2008年）